# Panolis reducta
Panolis reducta là một loài bướm đêm trong họ Noctuidae.